# کامیلا ماگالووا
کامیلا ماگالووا (اسلواکی: Kamila Magálová؛ ۱۶ نوامبر ۱۹۵۰ – ) بازیگر و خواننده اهل کشور اسلواکی بود. وی از سال ۱۹۷۲ میلادی تاکنون مشغول فعالیت بوده‌است.